# Донецька державна музична академія імені Сергія Прокоф'єва
Людина, на честь якої названо консерваторію: Прокоф'єв Сергій Сергійович

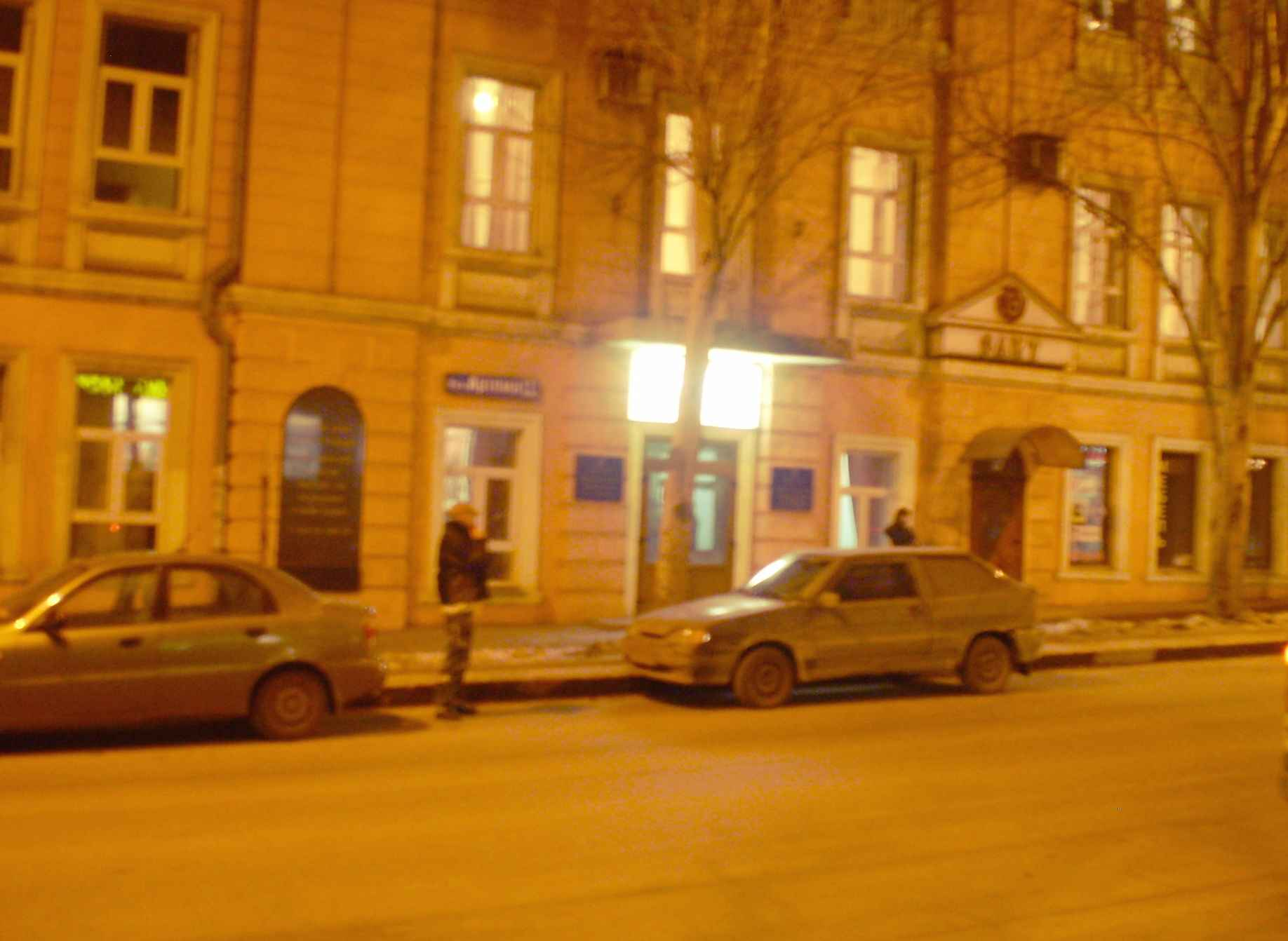
Донецька консерваторія увечері

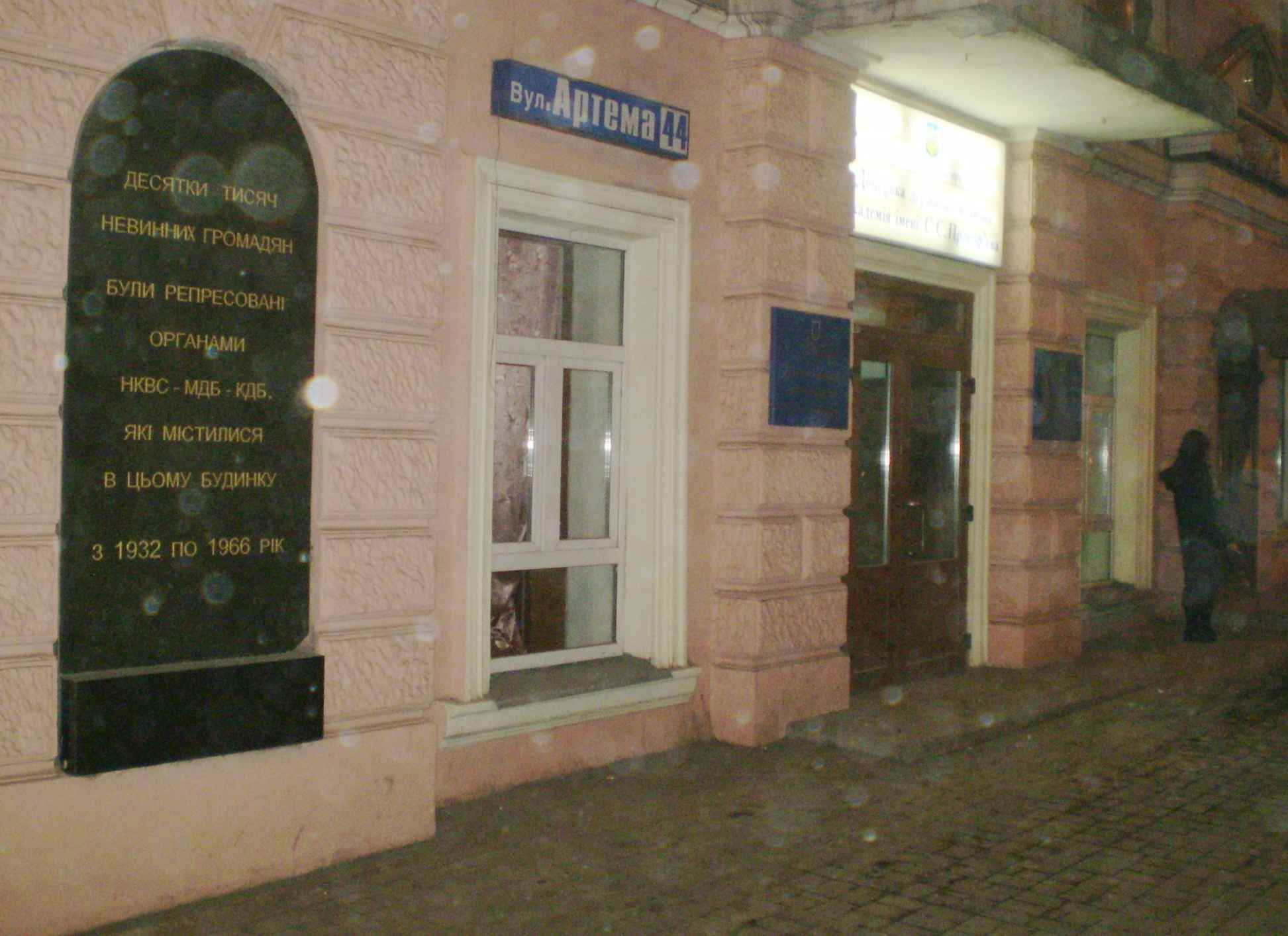
Меморіальна дошка пам'яті замордованих органами НКВС

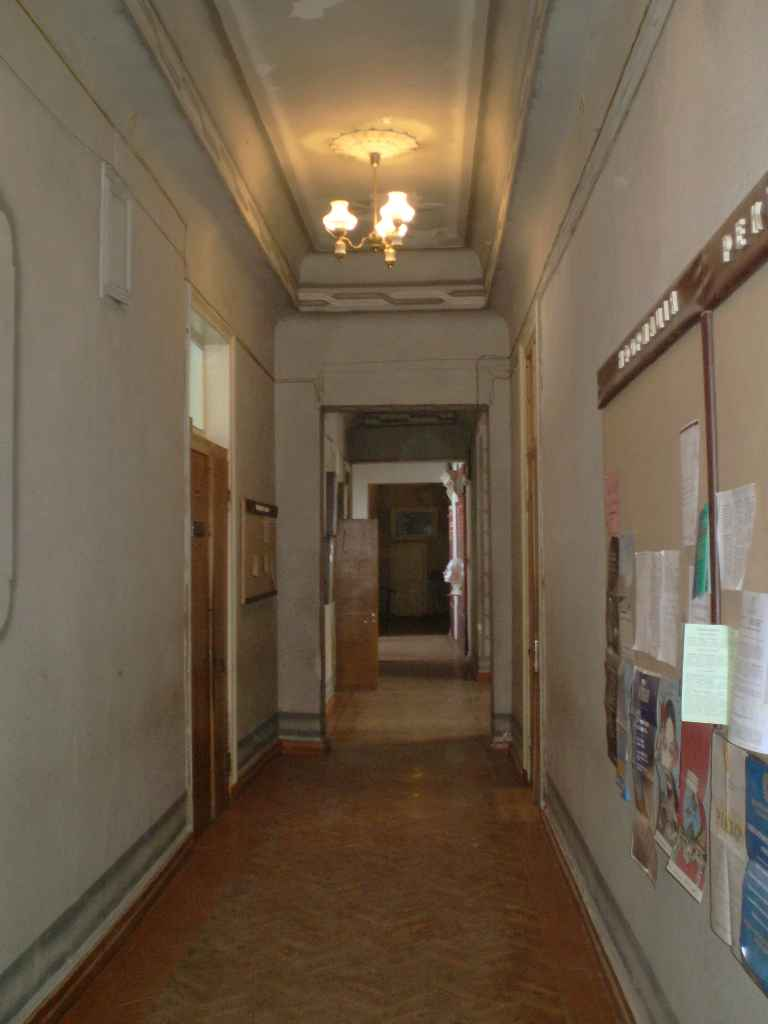
Інтер'єр

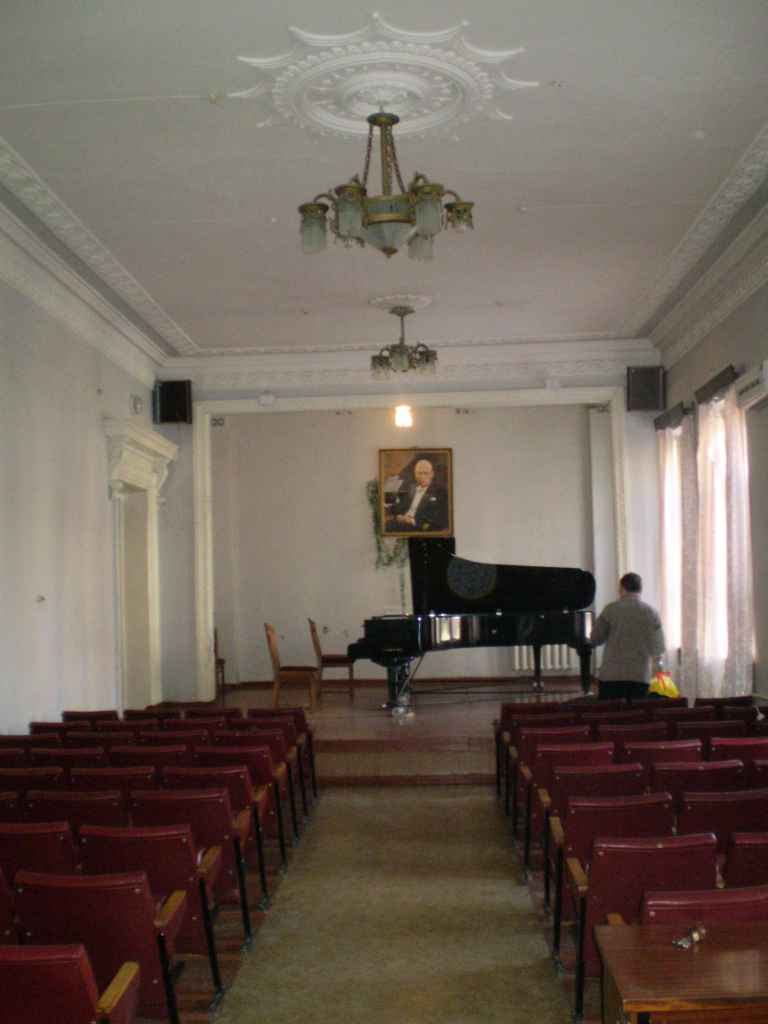
Концертний зал

Доне́цька держа́вна музи́чна акаде́мія і́мені Сергі́я Проко́ф'єва створена 15 травня 1991 року за Наказом Міністерства культури Української РСР № 109 на базі Донецького музично-педагогічного інституту, заснованого 16 травня 1968 року (Наказ Міністерства культури Української РСР № 302 від 06.06.1968 року) на державній формі власності і підпорядкована Міністерству культури і мистецтв України.
У будівлі академії, що розташована в центральній частині міста на вулиці Артема, з 1932 по 1966 рік містилися органи НКВС, МДБ, КДБ, про що свідчила меморіальна дошка на стіні консерваторії.
Від 2018 року академія поновлює свою роботу в Києві як структурний підрозділ переведеного з Криму Таврійського національного університету імені В. І. Вернадського.

## Історія
13 травня 1988 року Постановою Ради Міністрів Української РСР від № 133 Донецькому державному музично-педагогічному інституту було присвоєно ім'я видатного композитора XX століття С. С. Прокоф'єва.
27 травня 1991 року Наказом Міністерства культури Української РСР від № 109 навчальний заклад перейменували в Донецьку державну консерваторію імені С. С. Прокоф'єва.
15 вересня 2002 року — заклад освіти перейменовано в музичну академію. З 2009 року її очолив композитор Олексій Скрипник. Восени 2014 року його звільнили з посади. Станом на 26 жовтня 2014 року заклад перебуває під окупаційним контролем терористів озброєного угрупування «ДНР».

## Під окупацією
Після захоплення Донецька терористами ДНР навесні 2014 року Міністерство культури України ухвалило рішення про переведення закладу до Києва.. Частина викладачів (серед яких тодішній ректор закладу — Олексій Скрипник, композитор Євген Петриченко, колишня багаторічна очільниця катедри фортепіано Олена Пономаренко) та студентів була переведена до Національної музичної академії України. Інша частина, натомість, віддала перевагу роботі під опікою терористів «ДНР» (терористи використовують таку ж назву закладу). Серед них — викладач фортепіано і завідувач навчального відділу (з 1982) Валентин Колонєй (помер у 2017 році), якого в підконтрольному терористам закладі визнають в.о. ректора.
У травні 2016 терористи демонтували пам'ятну таблицю про перебування в будівлі вишу каральних органів МДБ.

## Нагороди
Донецька консерваторія нагороджена:
- Дипломом Лауреата Щорічної міжнародної нагороди «Золотий Скіф» в номінації «За розвиток культури регіону» і вручення концертного рояля «Yamaha».
- Премією імені С. С. Прокоф'єва провідним творчим колективам Донецької консерваторії:
  - оркестру народних інструментів (художній керівник і диригент Народний артист України, професор, академік В. В. Воєводін);
  - хору (художній керівник і диригент Заслужений діяч мистецтв України, професор, П. Д. Горохов);
  - камерному оркестру «Лик домер» (художній керівник і диригент Заслужений артист України, професор В. М. Івко);

## Напрями діяльності академії
Донецька музична академія проводила міжнародні виконавські конкурси:
- вокалістів «Солов'їний ярмарок» імені Анатолія Солов'яненка (2000—2013);
- молодих піаністів на батьківщині Сергія Прокоф'єва (1991—2013).

Основними напрямками діяльності закладу також є:
- підготовка згідно з державними замовленнями і договірними зобов'язаннями висококваліфікованих фахівців для музичної культури;
- підготовка та атестація наукових, науково-педагогічних кадрів;
- науково-дослідницька робота;
- спеціалізація;
- підвищення кваліфікації, перепідготовка кадрів;
- культурно-освітня, методична, видавнича, фінансово-господарська;
- зовнішні зв'язки.

Основні напрями наукової діяльності музичної академії:
- вивчення культури і мистецтва Донеччині, в тому числі творчості композиторів Донбасу, музичного фольклору Південно-східного регіону, музичної освіти;
- дослідження історичних процесів музичної культури України в контексті світового музичного мистецтва;
- розробка проблем жанроутворення, історичного буття і типології музичних жанрів;
- розв'язання історико-стильових питань сучасного музичного мистецтва;
- розробка методології системного аналізу сучасних засобів музичної виразності;
- дослідження проблем масової музики і побутових жанрів;
- аналіз виконавського процесу, питань музичної інтерпретації, теорії і історії виконавства.

## Відомі люди
- Бабенко Анатолій Григорович — український науковець, економіст, доктор економічних наук, професор.
- Берденников Михайло Андрійович — викладач, український музикант, хормейстер.
- Беспалова-Примак Ірина Володимирівна — випускниця, співачка (сопрано), актриса Київського театру оперети, заслужена артистка України.
- Дяченко Олександр Миколайович — український диригент.
- Качмарчик Володимир Петрович — український педагог, музикознавець, професор, проректор з навчальної роботи[4].
- Колесник Раїса Самсонівна — викладач, завідувач кафедри академічного співу, професор.
- Коробко Аліна Миколаївна — українська співачка, народна артистка України, професор.
- Мамонов Сергій Олексійович — випускник, український композитор, педагог.
- Мартинов Євген Григорович — випускник, російський радянський естрадний співак і композитор.
- Носирєв Євгеній Романович — викладач, завідувач кафедри духових та ударних інструментів.
- Саварі Станіслав Віталійович — професор та завідувач кафедри концертмейстерської майстерності, головний концертмейстер Донецької філармонії.
- Скрипник Олексій Вікторович — випускник, український композитор, педагог.
- Ушкарьов Анатолій Федорович — ректор Донецької філармонії у 1965—1969 роках.